# Jörg Bundschuh (Produzent)
Jörg Bundschuh (* 19. August 1953 in Heidelberg) ist ein deutscher Filmproduzent, Autor und Regisseur.

## Biografie
Nach Besuch und Abitur im humanistischen Gymnasium studierte er Philosophie, Literaturwissenschaften und Volkswirtschaftslehre in Heidelberg/Mannheim, New York und München. Während des Studiums verfasste er als freier Hörfunkautor und -regisseur zahlreiche Kultur- und Wissenschaftsprogramme für verschiedene ARD-Anstalten, darunter immer wieder einstündige Sendungen über die sogenannten „Exilliteraten“, die während der Nazidiktatur aus Deutschland fliehen mussten. So entstanden u. a. Hörfunkfeatures über Siegfried Kracauer und Hermann Kesten. 1979 schloss Bundschuh mit dem Magister artium an der Ludwig-Maximilians-Universität München sein Studium ab und begann mit einer Promotion über Siegfried Kracauer.
Noch während des Studiums hatte er über mehrere Jahre hinweg als freier Journalist und Filmkritiker für die Süddeutsche Zeitung sowie als Autor unter anderem für Die Weltwoche, Text + kritik und als Kolumnist für epd Film zu schreiben begonnen. Er gründete 1981 zusammen mit Christian Bauer die Kick Film Produktion in München. Der erste Film war eine einstündige TV-Dokumentation für die ARD über den Erfolg des sogenannten Neuen Deutschen Kinos in den USA mit dem Titel Premiere in Amerika. Seit 1990 führt er als alleiniger Besitzer und Geschäftsführer die Kick Film GmbH, die in den 1990er Jahren fünf Jahre lang auch eine Filiale in Los Angeles unterhielt.
Seit 2006 arbeitet auch sein Sohn Moritz Bundschuh als Produzent und zweiter Geschäftsführer bei Kick Film.

## Filme
Bundschuh produzierte rund 200 Kino-, Dokumentar- und Spielfilme sowie Fernseh-Dokumentationen, Dokumentarreihen und Fernsehspiele, die in der Regel keine Auftragsproduktionen, sondern Koproduktionen für den internationalen Markt sind.
Dazu gehören Spielfilme wie der für den Golden Globe nominierte Die Kinder des Fechters (The Fencer), Wie zwischen Himmel und Erde mit Hannah Herzsprung, der in den USA entstandene The Way We Are (Quiet Days in Hollywood) mit Hilary Swank, Brandnacht mit Bruno Ganz und Barbara Auer, oder der mit dem Bayerischen Fernsehpreis als Beste Komödie ausgezeichnete Film Der schönste Tag im Leben. Aber auch Genre übergreifende Formate wie die Doku-Komödie Out of Edeka (Bayerischer Dokumentarfilm Preis: Der junge Löwe), die Real-Satire Bavaria Blue mit Alfred Edel und der Doku-Spielfilm Selbstbeschreibung mit Nina Hoss und Alexander Pschill.
Zu den rund 40 Kino-Dokumentarfilmen zählen Das Ei ist eine geschissene Gottesgabe (Bayerischer Filmpreis), Memory Books (Grand Prix URTI Monte Carlo), Villa Air Bel (Hugo Award, Chicago Int. Film Festival), Kriegskinder (Emmy Award), Schneeweiss-Rosenrot (Grimme-Preis) und Gnadenlos (Discovery Channel Award).
Mit Georg Stefan Troller produzierte Bundschuh 14 Filme, darunter die Fernsehreihe Hollywood Profile mit Porträts von Woody Allen, Andy García, Kirk Douglas, John Malkovich, Isabella Rossellini und Lauren Hutton. Daneben entstanden der autobiografische Doku-Spielfilm Selbstbeschreibung und die Dokumentarfilme Tage und Nächte in Paris mit Juliette Gréco und Catherine Deneuve, Amok, Liebe in Hollywood mit u. a. Dino De Laurentiis, Sydney Pollack, Charlton Heston, Mord aus Liebe mit Bubi Scholz und Ingrid van Bergen und Unter Deutschen mit u. a. Günter Grass, Heiner Müller, Doris Dörrie und Marcel Reich-Ranicki.
Mit dem 1989 verstorbenen Filmkritiker der Süddeutschen Zeitung Peter Buchka verwirklichte er u. a. die zehnteilige Porträtreihe Die Regisseure des neuen deutschen Films mit Wim Wenders, Alexander Kluge, Volker Schlöndorff, Peter Lilienthal, Reinhard Hauff, Percy Adlon, Edgar Reitz, Werner Herzog, Rainer Werner Fassbinder, Margarethe von Trotta.
Weitere Regisseure, mit denen Jörg Bundschuh zusammenarbeitete, waren Michael Althen, Jo Baier, Markus Fischer, Peter Goedel, Corinna Belz, Regina Schilling, Andrea Schramm, Konstantin Faigle, Thomas Palzer, Mechthild Gaßner, Klaus Härö, Luigi Falorni und Tanel Toom.
Ein Schwerpunkt von Jörg Bundschuh und seinen Kick Film Produktionen sind Musikfilme. So entstanden (auch unter seiner Regie) abendfüllende Dokumentarfilme über J. J. Cale, John Lee Hooker (That`s My Story), Klaus Voormann (All You Need is Klaus) sowie die Filmkomponistenreihe Music by.
Er produzierte Porträtfilme über Persönlichkeiten aus Kunst und Kultur und zahlreiche Reise- und Dokumentarfilme. Im Bereich Current Affairs, Wirtschaft, Politik und Geschichte entstanden u. a. zahlreiche Arte-Themenabende.

## Filmografie (Auswahl)
- 1980: Premiere in Amerika (Produzent und Regisseur*)
- 1981: Das Kino der Zukunft hat schon begonnen (Produzent und Regisseur*)
- 1982: Jedem seine eigne Show (Produzent und Regisseur*)
- 1983: Fellini und Cinecitta (Produzent)
- 1984: Deja Vu – Das Leben ist eine Täuschung (Produzent und Regisseur*)
- 1985: Humor Ist eine ernste Sache (Produzent*)
- 1986: Einen Ausweg muß es geben (Produzent*)
- *zusammen mit Christian Bauer
- 1988: Villa Air Bel - Varian Fry in Marseille 1940/41 (Regisseur, Drehbuchautor)
- 1988: Seefahrer (Produzent und Regisseur)
- 1988: Gesucht: Monika Ertl (Produzent)
- 1989: Music by: Miklós Rózsa (Produzent und Regisseur)
- 1990: Die Pianistin Maria Joao Pires (Produzent)
- 1991: Schneeweiss – Rosenrot: The Heavenly Twins (Produzent)
- 1992: Trip nach Tunis (Produzent)
- 1993: Das Ei ist eine geschissene Gottesgabe (Produzent)
- 1994: Unter Deutschen (Produzent)
- 1995: Quiet Days in Hollywood (Produzent)
- 1996: Der schönste Tag im Leben (Produzent)
- 1997: Liebe in Hollywood (Produzent)
- 1998: Dämonische Leinwand (Produzent)
- 1999: Flucht in den Dschungel (Produzent)
- 2000: John Lee Hooker: That´s My Story (Produzent und Regisseur)
- 2001: Selbstbeschreibung (Produzent)
- 2002: Out of Edeka (Produzent)
- 2003: Das Paradies auf Erden (Produzent)
- 2004: Deutschland gegen Deutsch (Produzent)
- 2005: To Tulsa And Back (Produzent und Regisseur)
- 2006: Eileen Gray – Einladung zur Reise (Produzent und Regisseur)
- 2007: Memory Books (Produzent)
- 2008: Mozart in China (Produzent)
- 2009: Good Bye Tibet (Produzent)
- 2010: All You Need Is Klaus (Produzent und Regisseur)
- 2011: Zwischen Himmel und Erde (Produzent)
- 2012: Islamic Economics (Produzent)
- 2013: Sieben Tage im September (Produzent)
- 2014: Haindling (Produzent)
- 2014: Verräterkinder (Produzent)
- 2015: The Fencer (Produzent)
- 2015: Only New Orleans (Produzent)
- 2016: The Strange Sound of Happiness (Produzent)
- 2016: Die Guten Feinde (Produzent)
- 2017: Ganz Grosse Oper (Produzent)
- 2017: Die Tochter des Spions (Produzent)
- 2018: Die Geburt des Leoparden (Produzent)
- 2018: Wer 4 Sind (Produzent)
- 2019: Wem gehört das Meer? (Produzent)
- 2019: Weltreligion Wagner (Produzent)
- 2020: Gateway 6 (Produzent)
- 2023: Last Contact (Produzent)